# Johann Grasshoff
Pour les articles homonymes, voir Grasshoff.
Johann Grasshoff (aussi Grasshof ou Grasse,, ; né vers 1560 et mort en 1623) est un juriste poméranien et écrivain alchimique.
Il est également connu comme conseiller médical d'Ernest de Bavière, syndic et conseiller épiscopal.

## Œuvre
Parmi ses écrits, figurent Aperta Arca arcani artificiosissimi (1617) et une Cabala Chymica (1658).
La compilation de la Dyas chymica tripartita de 1625 lui est également attribuée et comprend Aureum Saeculum Redivivum de Henricus Madathanus, le Livre de Lambspring de Nicolas Barnaud et le Livre d'Alze.